# Idioma ruso en los Estados Unidos
El ruso se encuentra entre los 15 idiomas más hablados en los Estados Unidos y es uno de los idiomas eslavos y europeos más hablados en el país. Desde la disolución de la Unión Soviética, algunos rusos han emigrado a los Estados Unidos y trajeron consigo el idioma. La mayoría de los hablantes de ruso en los Estados Unidos hoy en día son judíos rusos. Según el censo de Estados Unidos de 2010, el número de hablantes de ruso era 854 955  lo que convirtió al ruso en el duodécimo idioma más hablado en el país.

## Historia
| Hablantes de ruso en los EE. UU.              |                     |
| Año                                           | Número de hablantes |
| 1910 a                                        | 57,926              |
| 1920 a                                        | 392,049             |
| 1930 a                                        | 315,721             |
| 1940 a                                        | 356,940             |
| 1960 a                                        | 276,834             |
| 1970 a                                        | 149,277             |
| 1980                                          | 173,226             |
| 1990                                          | 241,798             |
| 2000                                          | 706,242             |
| 2010                                          | 854,955             |
| ^a Solo población nacida en el extranjero [5] |                     |

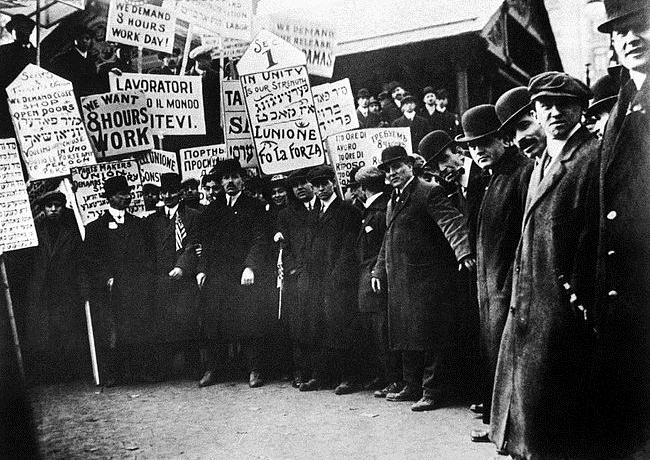
Trabajadores de la confección en huelga en la ciudad de Nueva York con carteles en varios idiomas, incluso en ruso, alrededor de 1913

Los primeros rusos en llegar al Nuevo Mundo fueron exploradores que llegaron a Alaska en 1648. Más de 200 años después, en 1867, el zar Alejandro II vendió Alaska a los Estados Unidos. Muchos colonos rusos regresaron a Rusia, pero un pequeño número de ellos permaneció. En 1882, 16,918 hablantes de ruso vivían en los Estados Unidos, y ese número aumentó gradualmente a 387,416 en 1899.
A finales del siglo XIX y principios del XX, muchos judíos rusos emigraron a los Estados Unidos, huyendo de la persecución en su país. Aunque muchos hablaban yiddish, la mayoría sabía ruso. Millones también abandonaron Rusia después de la Revolución Bolchevique de 1917. El censo estadounidense de 1920 identificó a 392,049 ciudadanos estadounidenses nacidos en Rusia; las estadísticas de una década antes mostraban solo 57,926 estadounidenses nacidos en Rusia. La mayoría de los recién llegados eran emigrados blancos. La inmigración rusa se desaceleró en las décadas de 1930 y 1940 debido a las restricciones impuestas por el gobierno de Stalin en la Unión Soviética. El Servicio de Inmigración y Naturalización de EE. UU. Enumeró a 14.016 inmigrantes rusos que ingresaron al país entre 1930 y 1944. La mayoría de esas personas eran ciudadanos de la URSS que se negaron a regresar a su país de viajes al extranjero, los llamados nevozvrashchentsy (no retornados).
La próxima gran ola de inmigración comenzó en la década de 1970. Si se les permitía salir, los judíos soviéticos tenían pocas dificultades para entrar a los Estados Unidos, y muchos lo hacían. Los judíos de habla rusa constituyen aproximadamente el 80% de todos los inmigrantes de los antiguos estados soviéticos.
Desde 2012, las instituciones del estado de Nueva York brindan interpretaciones gratuitas desde y hacia el idioma ruso. Además, se traducen algunos documentos estatales y electorales.

## Demografía
Los hablantes de ruso tienen más probabilidades de tener un título de educación superior que el promedio nacional. El 92% de ellos tiene un diploma de escuela secundaria y el 51% una licenciatura . El 75% de los hablantes de ruso hablan inglés "bien" o "muy bien" según los datos de 2007 de la Oficina del Censo de EE. UU.

### Distribución

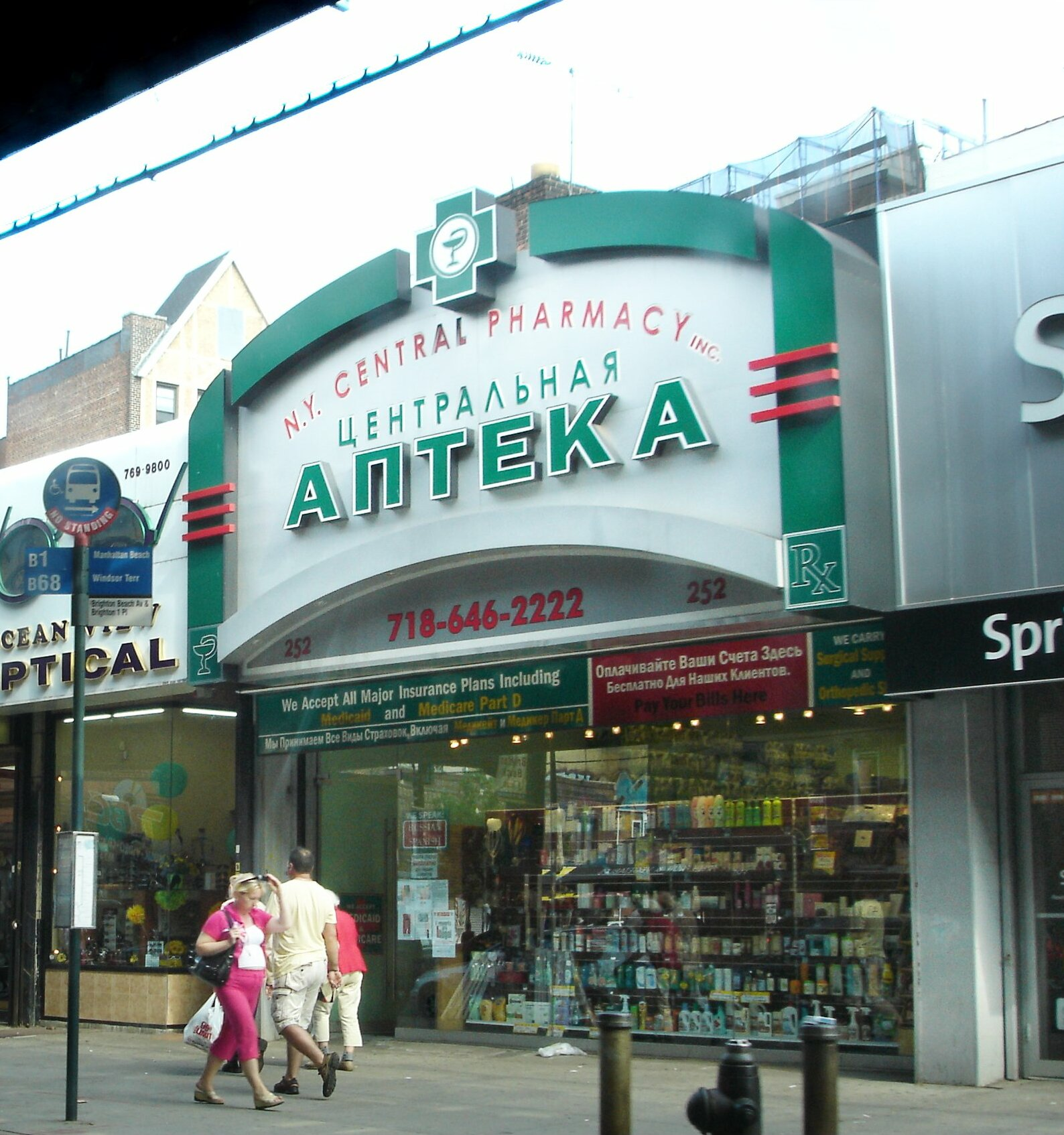
Una farmacia en Brighton Beach, Brooklyn, Nueva York con su nombre traducido al ruso

Como la mayoría de los estadounidenses de origen ruso, los hablantes de ruso se concentran principalmente en las principales áreas urbanas. El área metropolitana de Nueva York contiene, con mucho, el mayor número de hablantes de ruso. Brooklyn se convirtió en el hogar de la comunidad de habla rusa más grande de los Estados Unidos; lo más notable es que Brighton Beach tiene una gran cantidad de inmigrantes rusos recientes y también se la llama "Little Odessa". La población de habla rusa del estado de Nueva York era de 218,765 en el 2000, que comprendía aproximadamente el 30% de todos los hablantes de ruso en la nación. California ocupó el segundo lugar, con 118,382 hablantes, seguida de Nueva Jersey (38,566), Illinois (38,053), Massachusetts (32,580), Pensilvania (32,189) y Washington (31,339), Florida (19,729), Maryland (17,584) y Oregon ( 16,344).

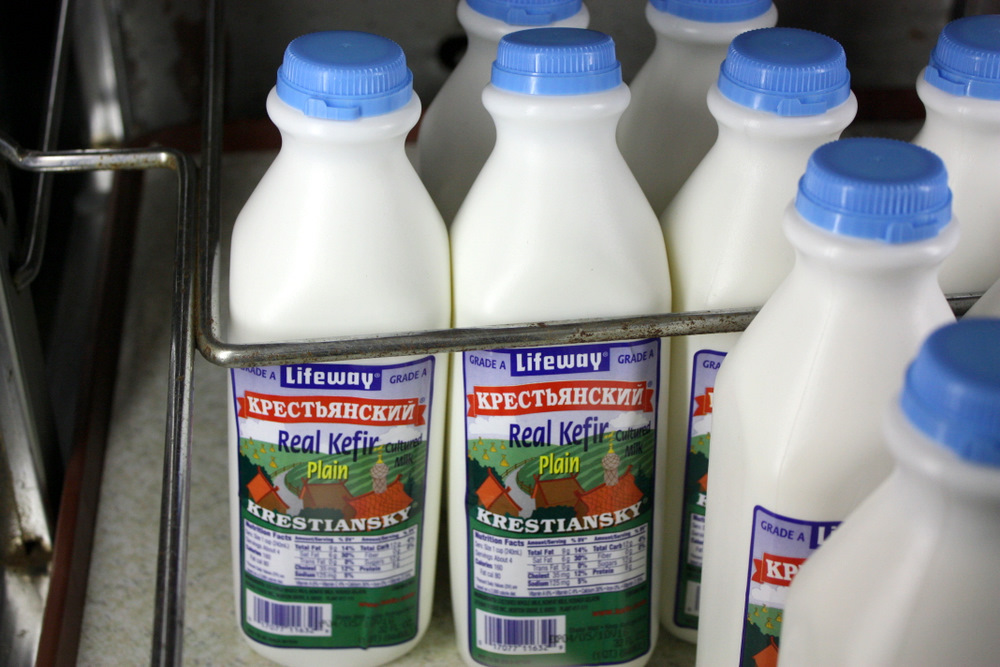
Lifeway, una empresa con sede en Chicago y fundada por un inmigrante ruso, es un gran productor de productos lácteos rusos.

En California, a partir de 2000, la mayor densidad de hablantes de ruso (21% de la población total) se observó en el código postal 90046, correspondiente a la ciudad de West Hollywood y el barrio de Hollywood Hills de Los Ángeles. En todo el estado, la ciudad de San Francisco representó aproximadamente el 14% de todos los hablantes de ruso, los códigos postales de Hollywood y West Hollywood representaron el 12%, y el noreste de Sacramento representó el 8%. Alaska tiene el título de tener la comunidad de habla rusa más antigua (algunos habitantes de Alaska aún hablan el antiguo dialecto colonial ruso, aunque está en gran declive) e incluso su propio dialecto único, que se remonta a la década de 1700, aunque en gran medida números más pequeños que en otras áreas de los Estados Unidos. En Nikolaevsk, Alaska, se habla más ruso que inglés.

### Viabilidad

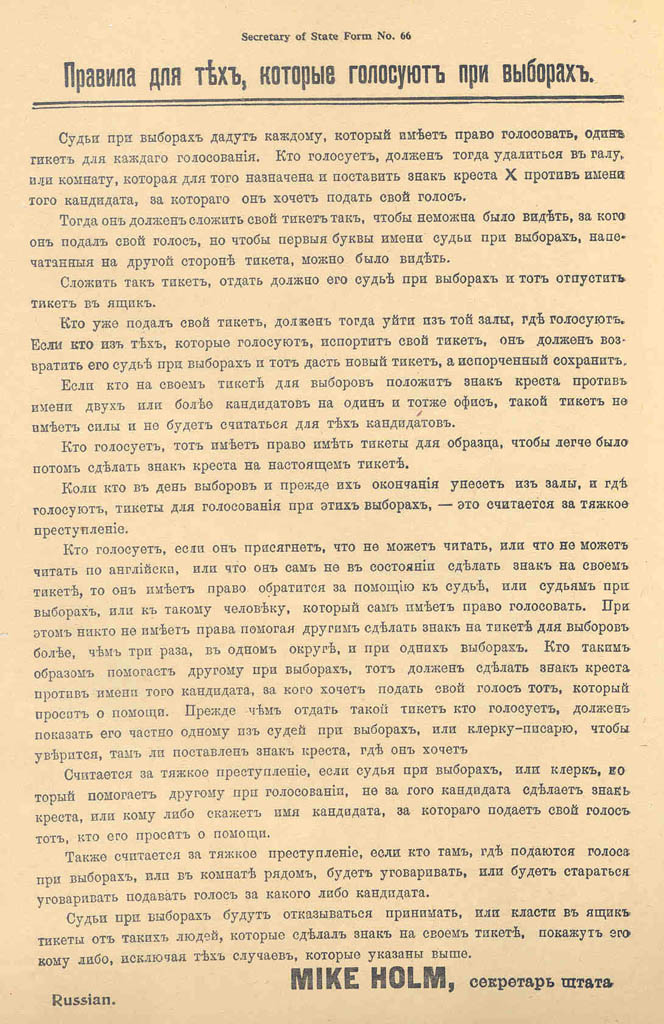
Instrucciones de votación para inmigrantes recientes del Secretario de Estado de Minnesota Mike Holm, emitidas entre 1920-1930. Se utiliza la reforma ortográfica anterior a 1918 (el rechazo de la reforma ortográfica "bolchevique" era una característica destacada de los emigrados blancos).

En términos de viabilidad, el estado del idioma en los Estados Unidos es mucho mejor en comparación con algunos otros idiomas europeos, aunque una minoría considerable de los niños nacidos de padres de habla rusa se crían como hablantes monolingües de inglés. Según los datos del censo de 2010, el 14,7% de los hablantes de ruso en los Estados Unidos tienen entre 5 y 17 años. Esto es significativamente más bajo que los hablantes de inglés (18,8% de 5 a 17 años), pero mucho más alto en comparación con los hablantes de polaco (11,3%) y húngaro (6,8%). La población de habla rusa es más joven en los estados con grandes concentraciones de Viejos Creyentes o ex-URSS evangélicos, como Alaska y Oregon.
Tabla: Porcentaje de personas de 5 a 17 años entre la población de habla rusa en los EE. UU., Según el censo de 2010
Nota: El total excluye a los niños menores de 5 años que viven en hogares de habla rusa.
| Estado               | Total   | Edad 5–17 | Edad 5–17 (%) |
| -------------------- | ------- | --------- | ------------- |
| New York             | 216,468 | 24,531    | 11.30%        |
| California           | 141,718 | 19,503    | 13.80%        |
| Washington           | 49,282  | 13,975    | 28.40%        |
| New Jersey           | 46,094  | 6,636     | 14.40%        |
| Illinois             | 41,244  | 4,871     | 11.80%        |
| Massachusetts        | 37,865  | 5,180     | 13.70%        |
| Pennsylvania         | 35,029  | 5,275     | 15.10%        |
| Florida              | 31,566  | 4,002     | 12.70%        |
| Oregon               | 21,443  | 5,622     | 26.20%        |
| Maryland             | 19,892  | 2,175     | 10.90%        |
| Texas                | 17,310  | 2,108     | 12.20%        |
| Ohio                 | 15,672  | 1,847     | 11.80%        |
| Minnesota            | 14,427  | 3,104     | 21.50%        |
| Virginia             | 13,922  | 1,846     | 13.30%        |
| Georgia              | 13,091  | 2,332     | 17.80%        |
| Colorado             | 13,090  | 2,228     | 17.00%        |
| Michigan             | 12,363  | 1,553     | 12.60%        |
| Connecticut          | 11,457  | 1,496     | 13.10%        |
| North Carolina       | 9,288   | 1,699     | 18.30%        |
| Missouri             | 7,831   | 1,566     | 20.00%        |
| Arizona              | 7,685   | 895       | 11.60%        |
| Wisconsin            | 6,817   | 770       | 11.30%        |
| Indiana              | 5,722   | 962       | 16.80%        |
| Tennessee            | 4,270   | 933       | 21.90%        |
| Utah                 | 4,218   | 730       | 17.30%        |
| Alaska               | 3,912   | 976       | 24.90%        |
| Nevada               | 3,808   | 436       | 11.40%        |
| South Carolina       | 3,806   | 991       | 26.00%        |
| Maine                | 2,408   | 849       | 35.30%        |
| Kentucky             | 2,208   | 236       | 10.70%        |
| Idaho                | 1,966   | 283       | 14.40%        |
| Kansas               | 1,919   | 288       | 15.00%        |
| Oklahoma             | 1,774   | 270       | 15.20%        |
| Rhode Island         | 1,740   | 90        | 5.20%         |
| Iowa                 | 1,683   | 238       | 14.10%        |
| Louisiana            | 1,576   | 267       | 16.90%        |
| New Hampshire        | 1,447   | 263       | 18.20%        |
| Alabama              | 1,437   | 177       | 12.30%        |
| District of Columbia | 947     | 48        | 5.10%         |
| Montana              | 893     | 332       | 37.20%        |
| New Mexico           | 887     | 109       | 12.30%        |
| Hawai'i              | 814     | 136       | 16.70%        |
| Nebraska             | 807     | 60        | 7.40%         |
| South Dakota         | 762     | 153       | 20.10%        |
| Mississippi          | 725     | 81        | 11.20%        |
| Vermont              | 637     | 80        | 12.60%        |
| Delaware             | 550     | 77        | 14.00%        |
| Wyoming              | 519     | 130       | 25.00%        |
| North Dakota         | 429     | 88        | 20.50%        |
| Arkansas             | 415     | 34        | 8.20%         |
| West Virginia        | 338     | 47        | 13.90%        |
| Total                | 836,171 | 122,578   | 14.70%        |

## Medios de comunicación

### Periódicos
El primer periódico en ruso en los Estados Unidos, Svoboda ( Freedom ), se publicó en 1867-1871; se conocía como el Heraldo de Alaska en inglés. Se publicaron docenas de periódicos rusos de corta duración hasta 1940. semanario Russkaya Reklama (Publicidad rusa), fundado en 1993 en Brooklyn, Nueva York, es el periódico en ruso más grande de Estados Unidos, con una circulación de más de 100 000. Consiste en páginas amarillas con anuncios clasificados.
Novoe russkoe slovo (La nueva palabra rusa), publicado desde 1910, fue el diario ruso de mayor publicación hasta 2009, cuando fue semanal. En la década de 1920, dejó de ser comunista y persiguió a la audiencia más amplia de la diáspora rusa. Su archivo de 1918-2001 está disponible para acceso digital en la Biblioteca Nacional de Finlandia .
Dos años después, en 2011, el único diario en ruso, el Reporter  (Репортер), comenzó a publicarse en Nueva York.
Vecherniy New York  (The Evening New York) sirve a los hablantes de ruso del área de los tres estados , y Panorama, publicado desde 1980, sirve a los hablantes de ruso del área del Gran Los Ángeles .
El Periódico Ruso Americano Kstati (To the Point) sirve al Área de la Bahía . V Novom Svete (En el nuevo mundo) cubre principalmente noticias internacionales y se distribuye en todo el país, mientras que Evreiskii Mir (El mundo judío) está dirigido a judíos de habla rusa.

### Televisión
Algunas estaciones de televisión rusas en los Estados Unidos incluyen NTV America, Russkii Mir (Russian World), RTR Planeta, RT News, RTVi, Channel One, Israel Plus .

### Radio
Las estaciones en ruso Radio Mayak y Radio Baltica también están disponibles en Norteamérica. Hay estaciones locales en ruso como DaNu Radio, Davidzon Radio, Radio Russkaya Reklama en Nueva York, New Life Radio en Chicago, Slavic Family Radio, RussianTown Radio y muchas más están disponibles en línea.

### Web
Slavic Sacramento y Slavic Family son las únicas dos fuentes en línea que publican noticias diarias en ruso en California, Oregon y Washington. La mayoría de los visitantes de este sitio web residen en Sacramento y sus alrededores, el Área de la Bahía, Washington, Oregon, Texas, Florida y Nueva York.